# 1998 RE
1998 RE är en asteroid i huvudbältet, som upptäcktes den 2 september 1998 av den japanske amatörastronomen Atsushi Sugie i Dynic-observatoriet.
Asteroiden har en diameter på ungefär 18 kilometer.